# Le Mouton noir (film, 1992)
Pour plus de détails, voir Fiche technique et Distribution.
Le Mouton noir est un film documentaire de Jacques Godbout produit en 1992. Traduit en anglais sous le titre : The Black Sheep.

## Synopsis
D’un océan à l’autre, de St-Jean de Terre-Neuve à Vancouver (Colombie-Britannique), Jacques Godbout filme une chronique documentaire du tournant politique qu’annonçait l’après-Accord du Lac Meech. À la suite du référendum de Meech, le Québec et le Canada se retrouvant dans une impasse après une longue négociation finalement infructueuse, différents acteurs sociaux et politiques se sont alors prononcé. Ceux-ci incluent, entre autres, le point de vue des politologues Daniel Latouche et Philip Resnick, des hommes politiques Robert Bourassa, Jacques Parizeau et Lucien Bouchard ainsi que des présidents de Commissions Claude Béland, Jean Allaire, Keith Spicer. Leurs propos, reliés à des extraits de films sur la vie d' hommes politiques canadiens importants (Sir Georges-Étienne Cartier, John A. Macdonald, Louis-Joseph Papineau…), font un parallèle entre les discours d’hier et ceux de l’après Meech.

## Fiche technique
- Titre : Le Mouton noir
- Réalisation : Jacques Godbout
- photographie : Jean-Pierre Lachapelle
- Montage : Monique Fortier
- Son : Richard Besse
- Production : Éric Michel
- Pays :  Canada
- Genre : Documentaire
- Durée : 231 minutes
- Dates de sortie : 
  -  Canada : 1992

## Participation
- Lucien Bouchard : Lui-même
- Robert Bourassa : Lui-même
- Jean Chrétien : Lui-même
- Denis Coderre : Lui-même
- Gilles Duceppe : Lui-même
- Jacques Godbout : Lui-même
- Jacques Parizeau : Lui-même